# Diaspidiotus inusitatus
Diaspidiotus inusitatus är en insektsart som först beskrevs av Abraham Munting 1969.  Diaspidiotus inusitatus ingår i släktet Diaspidiotus och familjen pansarsköldlöss. Inga underarter finns listade i Catalogue of Life.